# アレッツォ
アレッツォ（伊: Arezzo  発音）は、イタリア共和国トスカーナ州にある都市で、人口約96,000人の基礎自治体（コムーネ）。アレッツォ県の県都である。
アルノ川中流に臨み、中世の美術で著名。

## 地理

### 位置・広がり
アレッツォ県南部のコムーネ。シエーナから東北東へ約48km、ペルージャから北西へ約57km、州都フィレンツェから南東へ約61km、首都ローマから北北西へ約180kmの距離にある。

#### 隣接コムーネ
隣接するコムーネは以下の通り。括弧内のPGはペルージャ県所属を示す。
| - アンギアーリ - カポローナ - カスティリオーン・フィボッキ - カスティリオーン・フィオレンティーノ - チッタ・ディ・カステッロ (PG) - チヴィテッラ・イン・ヴァル・ディ・キアーナ - コルトーナ - ラテリーナ・ペルジネ・ヴァルダルノ (ラテリーナ) - マルチャーノ・デッラ・キアーナ - モンテ・サン・サヴィーノ - モンテ・サンタ・マリーア・ティベリーナ (PG) - モンテルキ - スッビアーノ |

### 気候分類・地震分類
アレッツォにおけるイタリアの気候分類 (it) および度日は、zona E, 2104 GGである。
また、イタリアの地震リスク階級 (it) では、zona 2 (sismicità media) に分類される。

## 歴史
アレッツォの歴史は非常に古く、アレッツォの分離集落であるオルモ (Olmo) で発掘されたいわゆる「オルモの頭蓋骨」 (it:Uomo dell'Olmo) は旧石器時代のものだと推測されている。
古代ローマの歴史家ティトゥス・リウィウスは、アレッツォがエトルリアの首都 (capitae Etruriae) の一つであると著書に記している。
エトルリア同盟 (Lega dei popoli) の一部であり、ドデカポリス (it:Dodecapoli etrusca) と呼ばれる12の主要都市の一つに数えられている。エトルリア時代のアレッツォはサン・ピエトロの丘（現在はアレッツォ大聖堂がある）とサン・ドナートの丘（現在のメディチ家の城塞がある）の付近一帯を占めており、周辺地域との交易の中心でもあり、1万から2万の人口を擁したと推測されている。当時、数多くの神殿や聖堂があり、土器や青銅器、像などが数多く発掘されている。「アレッツォのキメラ」として知られる像や、エウフロニオスの作と推測されるヘーラクレースとテラモーンがアマゾーンと戦っている場面が描かれているクラテール（甕）などがアレッツォ近郊から発掘された物として有名である。

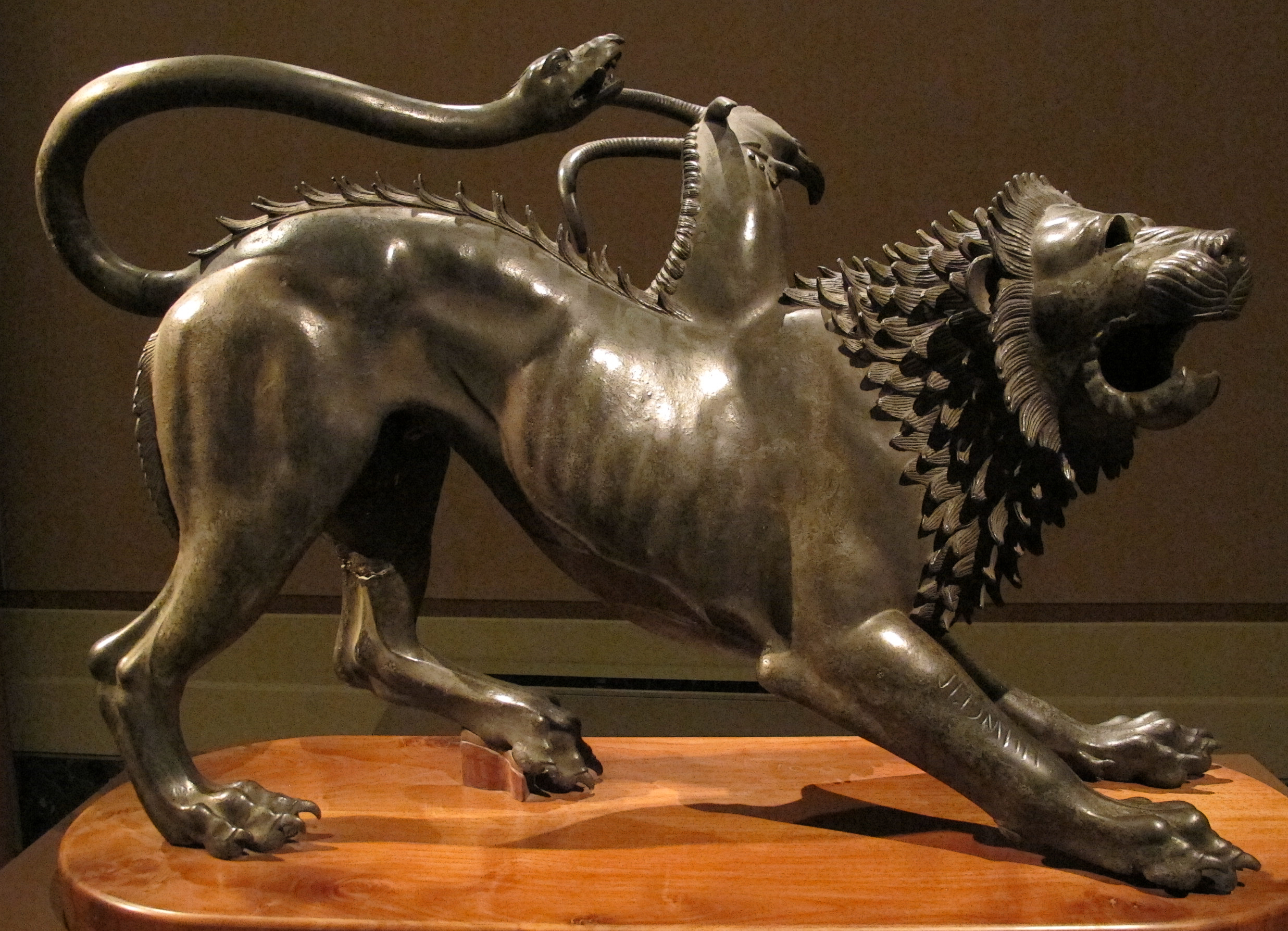
アレッツォのキメラ
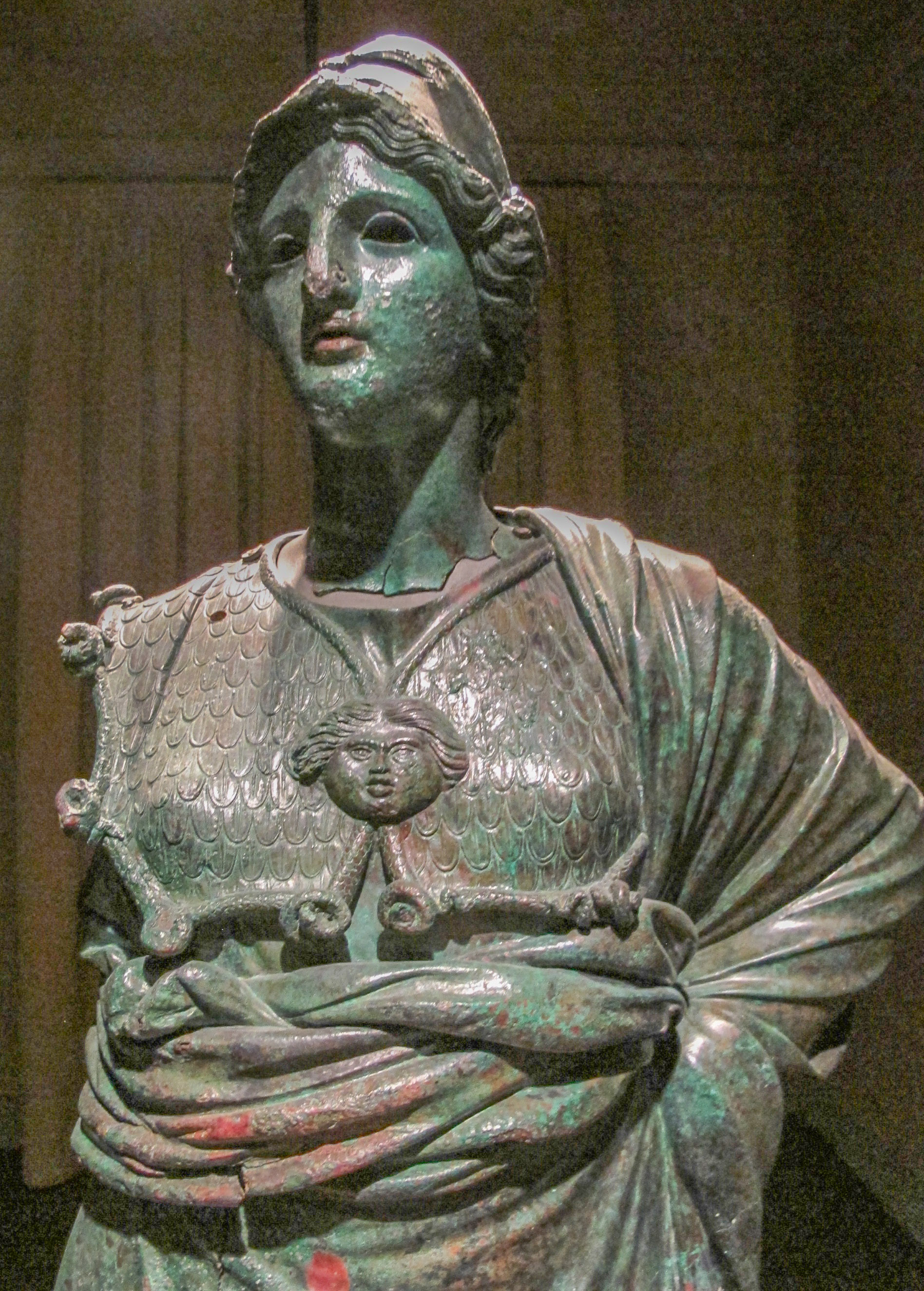
アレッツォのミネルヴァ

古代ローマ共和国が勢力を拡大する紀元前4世紀後半には、アレッツォは次第にローマへ併合されていった。ローマ時代にはアレティウム  (Arretium) の名で呼ばれた。紀元前283年ころにはガリア人が町を包囲した（アレティウムの戦い）。ポエニ戦争の頃になると、大量の穀物、武具といった軍需物資を供給するなど、ローマでも重要な地位を占めるとともに経済や農業の発達を見ることができる。帝政ローマにおいても、アレッツォはローマの第3の都市として栄えていた。農業活動が充実し、独特の押印模様のあるアレッツォ陶器は100以上の陶器製造工場が存在し、古代世界の至るところに輸出され町の主要な収入源となっていった。

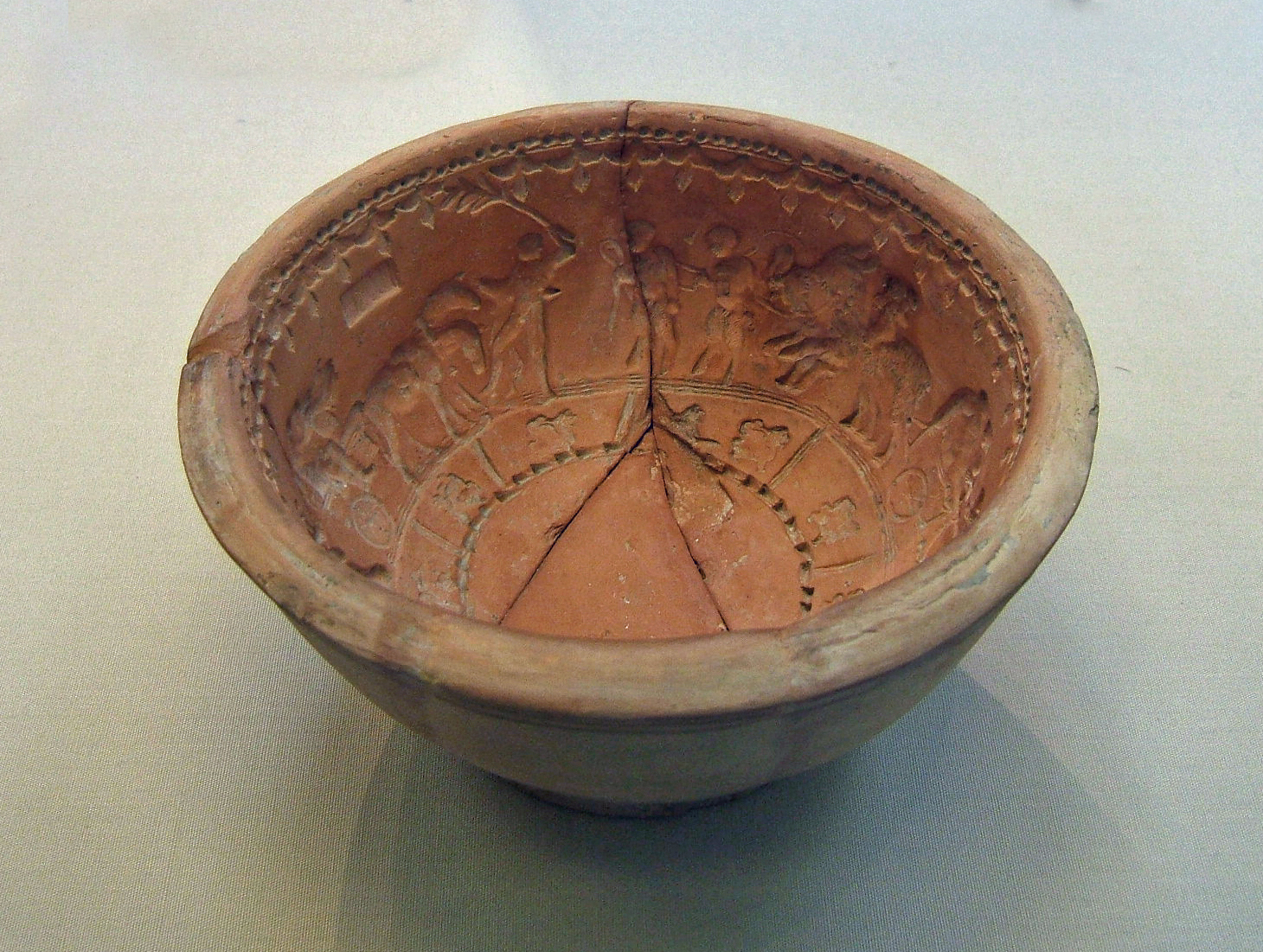
アレッツォ陶器

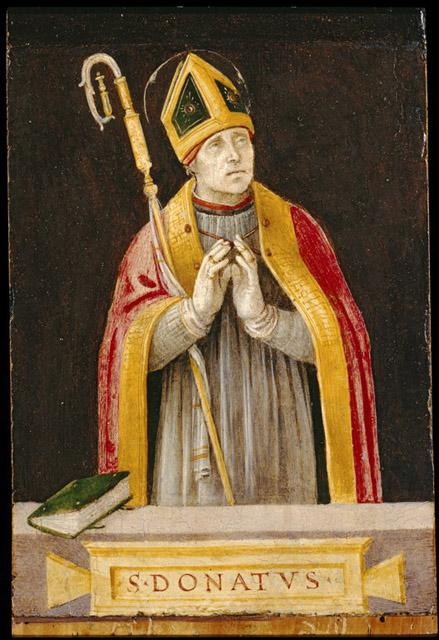
フィリッピーノ・リッピ作 聖ドナート ノースカロライナ美術館所蔵

キリスト教のローマへの浸透とローマ皇帝による迫害は、アレッツォも例外なく影響を受けることになる。紀元258年に殉教者した聖ロレンツォの記念碑が建てられ、中世に入ると、現存のサン・ロレンツォ教会が再建立されることになる。また、アレッツォの司教であり今日ではアレッツォの守護聖人となっている聖ドナート (it:Donato d'Arezzo) は西暦362年8月7日に殉教している（没年には異説がある）。

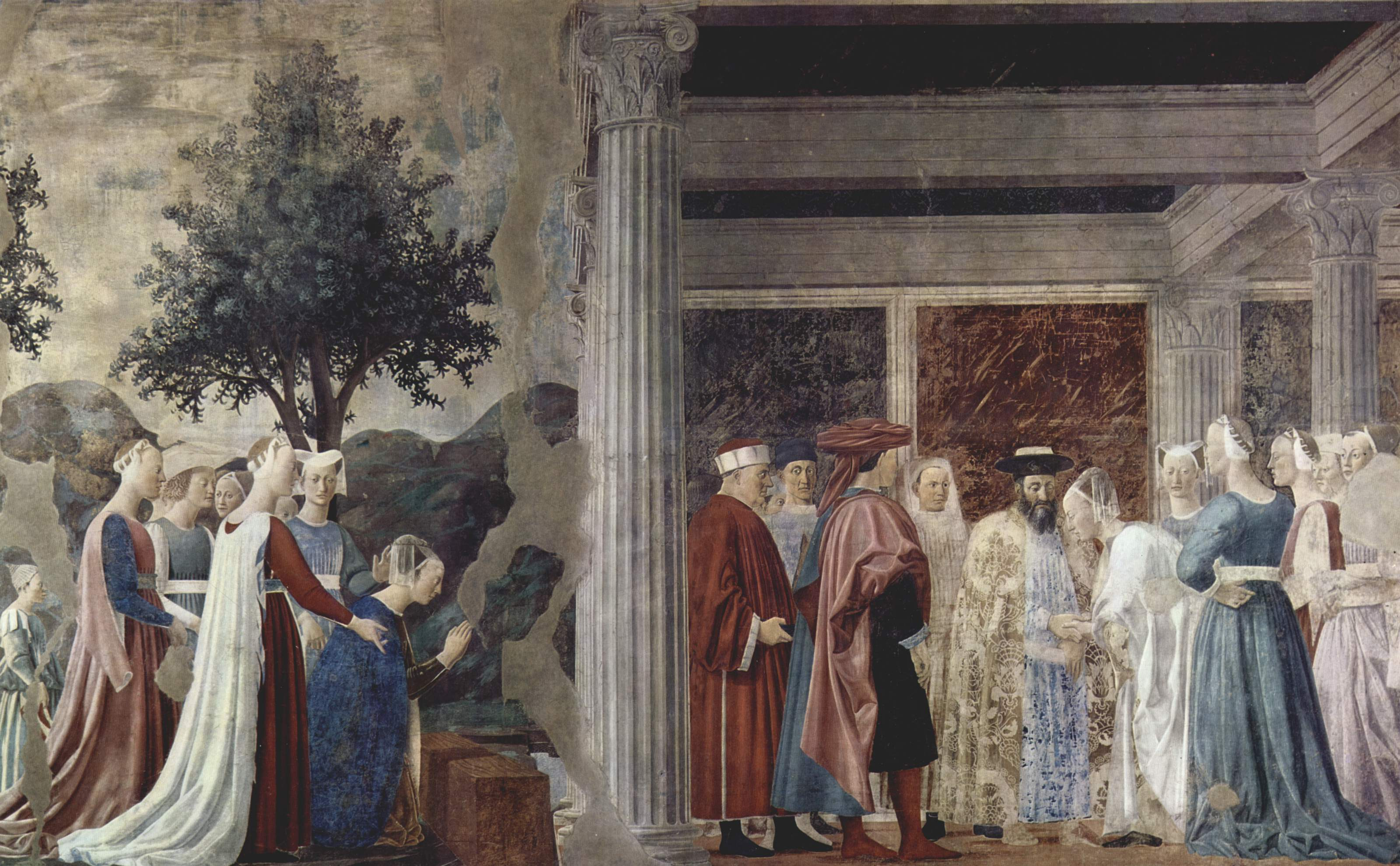
聖十字架伝説 ピエロ・デラ・フランチェスカ （1452-58年頃、聖フランチェスコ聖堂）

14世紀頃には、フィレンツェ共和国に併合される。15世紀から16世紀初頭のアレッツォはフィレンツェ支配への反乱とその鎮圧がたびたび発生した。15世紀末には人口も5000人を割り込み、急激な人口減少を招いたが、その一方で建築技術には目覚ましいものがあり、数多くの教会、宮殿、メディチ家城塞などがこの時期に建造されている。
アレッツォの支配はトスカーナ大公国へ移行し、大公レオポルド1世による改革が実施されるが、この改革は貴族社会と町の労働者の反対を呼び起こした。1796年2月1日に発生した地震が経済危機と飢饉をもたらし、民衆蜂起ビバ・マリア蜂起が1799年5月6日から同年10月19日に引き起こされる。
1801年、リュネヴィルの和約でトスカーナ大公国がフランスへ譲渡される。その後、ナポレオン1世の皇后エリザ・ボナパルトが大公位に就くことでトスカーナ大公国は復活しアレッツォも帰属することになる。その後、トスカーナ大公国のサルデーニャ王国への併合、サルデーニャ王国のイタリア統一によるイタリア王国建国とアレッツォは帰属を換えて行く。

## 行政

### 行政区画
アレッツォには以下の分離集落（フラツィオーネ）がある。
- Agazzi, Antria, Bagnaia, Battifolle, Battifolle-Ruscello-Poggiola, Bossi-Cellaio, Bottega, Buon Riposo, Campi, Campoluci, Casa al Cincio, Casa alla Sisa, Ceciliano, Chiassa, Chiassa-Tregozzano, Donatiella, Dosso, Frassineto, Fusatone-Molin Bianco, Gaville, Giovi d'Arezzo, Giovi-Ponte alla Chiassa, Gorgone-Marmorino, I Ponti, I Sadotti, Il Busco, Il Matto, Il Torre, Indicatore, La Costa, La Filandra, La Pazienza, Le Lastre, Le Poggiacce, Lentignano, Madonna di Mezzastrada, Marcena, Meliciano, Molin Bianco-Pian d'Usciano, Molin Nuovo, Molinelli, Monte Petrognano, Monte Sopra Rondine, Muciafora, Mugliano-Fattoria Mugliano, Olmo, Osteria Nuova, Ottavo, Palazzetti, Palazzo del Pero, Patrignone, Peneto, Petrognano Basso, Pieve al Bagnoro, Poggiola, Policiano, Ponte alla Chiassa, Ponte Buriano-Cincelli, Porcile, Poti, Poggiolo, Pratantico, Pratantico-Indicatore, Puglia, Quarata, Ranco di Frassineto, Rigutino, Ristradelle, Rondine, Ruscello, Salceta-Formicheto-Osteria, San Cassiano, San Firenze-Fonte di Sala, San Giuliano d'Arezzo, San Leo, San Polo, Sant'Agata alle Terrine, San Zeno, Santa Firmina, Santa Maria alla Rassinata, Sargiano, Scopeto, Sereni, Staggiano, Stoppedarca, Stroppiello, Talzano, Terrarossa, Tregozzano, Venere, Vignale, Vitiano

## スポーツ

### サッカー

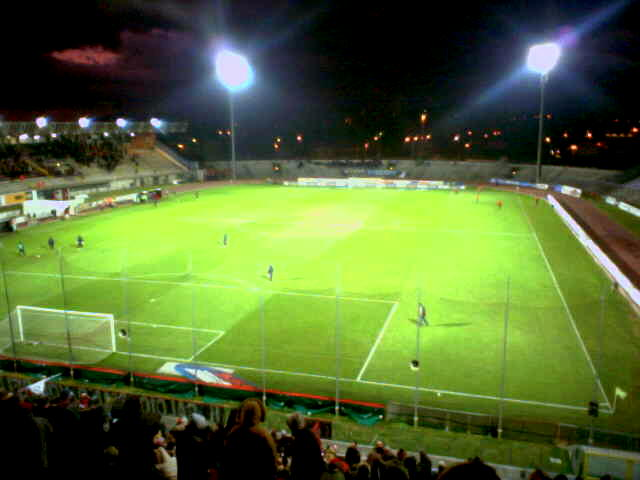
スタディオ・チッタ・ディ・アレッツォ

アレッツォには、サッカークラブチームとしてUSアレッツォがある。2012-2013シーズンはセリエD（5部リーグ、アマチュア最上位リーグ）に属している。ホームスタジアムはスタディオ・チッタ・ディ・アレッツォ (Stadio Città di Arezzo) 。1923年に創設されたクラブで、1930年代から1990年代までは「ACアレッツォ」の名称で活動し、セリエBに属したこともある。1993年に経営が破綻し「USアレッツォ」として再出発し、2000年代半ばにはセリエBに属したが、ふたたび経営が破綻し、2010-2011シーズンによりセリエDでのプレーとなっている。

### 自転車競技
例年4月下旬ないし5月上旬に開催される自転車ロードレース「ジロ・ディ・トスカーナ」では、アレッツォがゴールとなる。

## 人物

### 著名な出身者
- ペトラルカ - 14世紀の詩人。
- ピエトロ・アレティーノ - 16世紀の諷刺作家・詩人
- ジョルジョ・ヴァザーリ - 16世紀の画家・建築家。『芸術家列伝』著者。
- フランチェスコ・レディ - 17世紀の医師・昆虫学者。自然発生説への反駁となる実験を行う。
- パオロ・マフェイ - 20-21世紀の天文学者。マフェイ銀河群を発見。
- アメデオ・カルボーニ - サッカー選手・指導者。
- ダニエーレ・ベンナーティ - 自転車ロードレース選手
- ディラン&コール・スプラウス - 一卵性双生児の俳優。当地で出生、幼児期に米国に移住。

## 姉妹都市
- ベッドフォード, イギリス (友好都市)
- モンテナルス, イタリア
- サン＝プリエスト, フランス
- エゲル, ハンガリー
- ヴィゼウ、ポルトガル
- ハエン、スペイン
- カンペチェ、メキシコ
- ノーマン、アメリカ合衆国

## アレッツォを舞台とした作品
映画『ライフ・イズ・ビューティフル』（1997年、ロベルト・ベニーニ監督・脚本・主演）は、この町で撮影が行われた。ベニーニはアレッツォ近郊（カスティリオーン・フィオレンティーノ）出身である。